# Tour de Haut Anjou
El Tour de Haut Anjou fue una competición ciclista por etapas que se disputaba en Francia en mayo, concretamente en los departamentos de Mayenne y Maine y Loira.
Fue creada en 2001 como carrera amateur. A partir del 2007 se incorporó al circuito profesional del UCI Europe Tour en la última categoría y reservada para sub-23: 2.2U. Su última edición fue en 2009.

## Palmarés
En amarillo: edición amateur.
| Año  | Ganador            | Segundo        | Tercero          |
| ---- | ------------------ | -------------- | ---------------- |
| 2001 | Mathieu Drujon     |                |                  |
| 2002 | Tom Tiblier        |                |                  |
| 2003 | Christophe Riblon  |                |                  |
| 2004 | Anthony Ravard     |                |                  |
| 2005 | Nicolas Rousseau   |                |                  |
| 2006 | Timothy Gudsell    | Yoann Offredo  | Perrig Quemeneur |
| 2007 | Martijn Keizer     | Damien Gaudin  | Yoann Offredo    |
| 2008 | Dennis van Winden  | John Degenkolb | Jérôme Cousin    |
| 2009 | Tejay van Garderen | Julien Vermote | Romain Sicard    |

## Palmarés por países
| País           | Victorias |
| -------------- | --------- |
| Francia        | 5         |
| Países Bajos   | 2         |
| Nueva Zelanda  | 1         |
| Estados Unidos | 1         |